# 林主恩

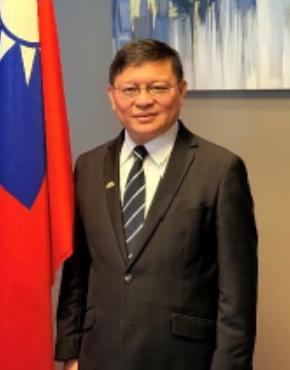
駐亞特蘭大辦事處刊登肖像照

林主恩，中華民國外交官。

## 學歷
國立政治大學英國語文學系學士、國立清華大學語言學研究所碩士（1996年，論文《噶瑪蘭語的時、貌系統》）、鲁汶天主教大学歐洲政治與政策碩士。

## 經歷
2002年起擔任公務人員，曾任職於駐歐盟兼駐比利時代表處、駐美國臺北經濟文化代表處，以及擔任外交部歐洲司副司長，現任駐亞特蘭大臺北經濟文化辦事處總領事銜處長。熟稔臺美關係、國際合作與全球議題。

## 語言
中華民國國語、英语、日语、法语、西班牙语。

## 信仰
耶穌基督後期聖徒教會（臺北萬大支會成員）。
| 外交職務      | 外交職務                           | 外交職務 |
| ------------- | ---------------------------------- | -------- |
| 前任： 王翼龍 | 中華民國駐亞特蘭大處長 2025年8月－ | 繼任： ' |